# Pentóza
Pentóza (dříve běžně pentosa) je obecný název monosacharidů s molekulárním vzorcem C5H10O5. Jejich uhlíkový řetězec obsahuje pět atomů uhlíku a karbonylovou funkční skupinu. Podle karbonylové funkční skupiny se dělí na aldopentózy a ketopentózy, přičemž obě obsahují chirální atomy uhlíku, které způsobují jejich optickou aktivitu. Stejně jako některé jiné monosacharidy existují pentózy ve dvou formách, s otevřeným (lineárním) řetězcem nebo uzavřeným (cyklickým) řetězcem, které se ve vodných roztocích snadno přeměňují jeden na druhý.
Polotriviální název pentóza vznikl z řecké číslovky pět (penta) a z přípony charakteristické pro sacharidy -óza.
Pentózy jsou velmi důležité v biochemii. Například ribóza je složkou RNA a deoxyribóza je složkou DNA. Fosforylované pentózy jsou důležitými produkty v pentózofosfátovém cyklu.

## Aldopentózy
Aldopentózy obsahují karbonylovou funkční skupinu odvozenou od aldehydů. Mají tři typy poloh asymetrických uhlíků, a proto je možné vytvořit osm různých stereoizomerů. Jejich cyklické struktury mohou být pětičlenné (furanózy) nebo šestičlenné (pyranózy).

V přírodě se vyskytuje pouze D-ribóza, D-xylóza, D-arabinóza a L-arabinóza. Konfigurace D/L v aldopentózách určuje polohu skupiny -OH na čtvrtém atomu uhlíku a nemá vztah ke směru otáčení optické aktivity. Příklady vzorců aldopeptóz:

D-ribóza a L-ribóza
D-arabinóza a L-arabinóza
D-xylóza a L-xylóza
D-lyxóza a L-lyxóza

## Ketopentózy
Ketopentózy obsahují karbonylovou funkční skupinu odvozenou od ketonů. Ketopentózy mají dva typy poloh asymetrických uhlíků, a proto je možné vytvořit čtyři různé stereoizomery. Konfigurace D/L určuje polohu skupiny –OH na čtvrtém atomu uhlíku a nemá vztah ke směru otáčení optické aktivity. V přírodě se vyskytují pouze dva izomery D.

D-ribulóza a L-ribulóza
D-xylulóza a L-xylulóza

## Cyklická forma
Uzavřená nebo cyklická forma pentóz vzniká, když karbonylová skupina reaguje s hydroxylem na jiném uhlíku a vytvoří mezi oběma uhlíky etherový most –O–. Vznikne cyklická molekula sestávající z jednoho atomu kyslíku a obvykle čtyř atomů uhlíku. Tyto cyklické sloučeniny se pak nazývají furanózy, protože se podobají cyklickému etheru tetrahydrofuranu.
Tyto cyklické molekuly mohou mít dvě konfigurace v závislosti na poloze nového hydroxylu. Proto může každá lineární molekula pentózy vytvořit dva odlišné cyklické tvary označené předponami "α" nebo "β".

## Biologický význam
- Metabolismus pentóz a jejich tvorba dekarboxylací hexóz je popsána v pentózofosfátovém cyklu. Klíčovou reakcí je přímá oxidace glukózy-6-fosfátu enzymem glukózo-6-fosfátdehydrogenázou, jejíž gen se u lidí nachází na chromozomu X. Vady v cyklu mohou způsobit řadu klinických problémů nebo přehnanou reakci na určité léky.
- D-ribóza a její redukovaná forma D-deoxyribóza jsou základními složkami RNA nebo DNA.
- D-ribulóza slouží jako CO2 akceptor při fotosyntéze.
- Xylóza (dřevěný cukr, z řeckého ξύλον, xylon, tj. dřevo) je pravotočivá pentóza. Získává se hydrolýzou dřeva a může být použita jako nekalorické sladidlo pro diabetiky[1].
- Arabinóza, L-arabinóza je běžnější než D-arabinóza a je součástí některých biopolymerů jako jsou hemicelulóza a pektin.